# Butters Stotch
Leopold "Butters" Stotch er en fiktiv karakter fra den amerikanske animerede tv-serie South Park. Han debuterede på tv, da South Park blev sendt den første gang den 13. august 1997. Det er Matt Stone, der lægger stemme til figuren. Han er barnligere end de andre, og har venlige men strenge forældre, som giver ham stuearrest masser af gange i tv-serien. Derud over har han "bøssetendenser" og bliver gentagende gange udsat for Eric Cartmans practical jokes.

## Rolle iSouth Park
Butters går på South Park Elementary som en del af Mr. Garrisons fjerde klasse. Han er enebarn, og er mere naiv, optimistisk og lettroende end hans klassekammerater. Han er også mere ængstelig, og er bange for at få stuearrest af hans forældre.
Da Kenny blev midlertidig fjernet fra tv-serien, blev Butters en del af “hovedgruppen” sammen med Stan Marsh, Kyle Broflovski og Eric Cartman fra enden af sæson 5 til midtvejs gennem sæson 6. På grund af han stoppede med at være en del af “hovedgruppen”, fik han en alter ego ved navnet “Professor Chaos”, som prøver at være en superskurk. Professor Chaos’ beklædning er en grøn kappe, en hjelm og stridshandsker, lavet af pap og sølvpapir.

## Karakter

### Kreation og design
Den 13. august 1997 debuterede Butters på tv, som en baggrundskarakter, da South Park blev første gang vist på Comedy Central. I episoden var Butters sammensat af papir, og animeret ved brug af stop motion. Siden det har alle karakterne blev animeret ved brug af computersoftware.